# Sarà per un'altra volta
Sarà per un'altra volta è un romanzo pubblicato nell'ottobre del 1978 dall'editore Savelli e scritto da Sergio Di Cori, allora critico teatrale nella redazione romana del Corriere della Sera e consulente editoriale della Mondadori, dove gestiva, insieme al regista Gianfranco De Bosio, la sezione audiolibri. Il sottotitolo del romanzo era “voglia di vivere e paura di morire nel nuovo romanzo del malessere”.

## Trama
Davide Spizzichino, laureato disoccupato privo di mezzi, compie il suo tragico viaggio nella quotidianità sradicata di una Roma devastata dalla violenza, dall'impossibilità dei rapporti, dalla mancata comunicazione umana, nel tentativo di approdare a un'identità che non sia soltanto sopravvivenza. Gli fanno corona personaggi colti nella loro umanità vissuta.
Il romanzo uscì nell'autunno del 1978.
Dopo poche settimane in libreria, raccogliendo la denuncia presentata da un'associazione delle famiglie italiane, il pretore Salemi, di Palermo, ordina il sequestro del libro su tutto il territorio nazionale. L'autore e l'editore vengono denunciati per oltraggio al pudore, oscenità, incitamento alla rivolta, delitto d'opinione, insulto e denigrazione della morale corrente. Nella primavera del 1979, la sentenza condanna il romanzo al rogo. Pochi mesi dopo, davanti a un notaio di Stato, tutte le copie sequestrate del romanzo vengono formalmente date alle fiamme in ottemperanza al dispositivo legale. L'autore, per protesta, e per evitare gravi guai penali, sceglie la latitanza, abbandona l'Italia e si trasferisce in California, a Los Angeles, dove inizia la sua attività giornalistica per testate italiane, voluto da Giuliano Zincone come corrispondente per Il Lavoro di Genova che allora dirigeva. 
In seguito a diversi appelli, l'allora Presidente della Repubblica Sandro Pertini decide di comminare la grazia sia all'autore che al libro. Riceve Di Cori al Quirinale e in quell'occasione promette che si farà latore di una proposta per abolire la condanna al rogo dei libri. Nel 1982, infatti, viene cancellato dall'ordinamento giuridico italiano, per volontà presidenziale, “la condanna al rogo per ogni prodotto della creatività e dell'ingegno umano, qualsivoglia sia il suo contenuto”.
Sarà per un'altra volta è stato l'ultimo libro italiano condannato al rogo, così come era accaduto, in ambito cinematografico, al film Ultimo tango a Parigi di Bernardo Bertolucci nel 1974.